# Takapoto
Takapoto è un atollo appartenente all'arcipelago delle Isole Tuamotu nella Polinesia francese. La sua laguna copre una superficie di 85 km².